# 丙环氨酯
丙环氨酯（英語：Procymate）是1-环己基-1-丙醇的氨基甲酸酯，是一种镇静和抗焦虑药物。它以前是在比利时制造和销售的。成人的常用剂量为每天800至1200毫克。丙环氨酯与相关药物己丙氨酯和苯丙氨酯具有相似的结构和作用机制。